# Кродель, Шарль
Шарль Кродель (нем. Charles Crodel, наст. имя Карл Фриц Давид Кродель; 16 сентября 1894, Марсель — 28 ноября 1973, Мюнхен) — немецкий художник.

## Жизнь и творчество
Шарль Кродель родился и вырос в Марселе, был сыном германского консула и биолога Рихарда Кроделя. После окончания школы Шарль изучает археологию и историю искусств в Йене (в 1915) и в Мюнхене, у Рихарда Римершмида. В 1918 году он женится на художнице Элизабет фон Фибиг. В 1921 году Кродель учится на графическом отделении веймарского Баухауса, затем — у Эрнста Геккеля в его исследовательской печатной мастерской в Йене. В 1922 появляются его первые гравюры, принесшие художнику известность как графику, мастеру литографии, ксилографии и акварели.
В 1920 году Ш. Кродель принимает участие в состоявшейся в Дармштадте выставке «Немецкий экспрессионизм». В 1923 работы его приобретаются кабинетом графики берлинской Национальной галереи и кабинетом гравюры на меди парижской Национальной библиотеки. В 1924 году художник выполняет работы по настенной живописи для университета в Йене и в 1925 — для Шоттенрингского госпиталя в Эрфурте. В 1926 году Кродель и Герхард Маркс совершают поездку в Париж, где посещают Академию де ла Гранд Шомьер. В начале 1927 он становится преподавателем в Галле, в Школе прикладного искусства замок Гибихенштейн. Здесь он создаёт ателье для занятий настенной живописью и мастерскую гравюры, читал также лекции по истории искусства. В 1930 году, во время пребывания в Барселоне, художник удостаивается премии Альбрехта Дюрера города Нюрнберга. Много занимался настенной живописью — для университета Галле (Импровизации о жизни и смерти (1928)), для гимнастического зала в замке Морицбург в Галле (Соревнование атлантов (1931), ныне это помещение носит название Зал Кроделя), выполняет настенную живопись для Германской строительной выставки (1931) и др. В этом же году он получает премию Вилла Романа и уезжает во Флоренцию. Художник также сотрудничает с фарфоровыми и фаянсовыми фабриками Германии. Был членом художественных движений Берлинский сецессион и Свободный сецессион.
В марте 1933 года, после прихода к власти в Германии национал-социалистов, художник был отстранён от преподавания в художественных мастерских, а его монументальные работы в городе Бад-Лаухштедт, сделанные для театра и санатория — сожжены и уничтожены. Этому варварству следовали в июле 1933 уничтожение настенных работ в классе Кроделя в школе замка Гибихенштейн и его графики в обеих мастерских этой школы. После этого Ш. Кродель уезжает в Норвегию, к Эдварду Мунку, с которым перед этим состоял в переписке. В начале 1936 последовали уничтожения произведений Кроделя в Морицбурге. Полотна художника были объявлены в 1937 году дегенеративным искусством, более 50 его произведений были изъяты из немецких музеев и уничтожены. В связи с фактическим запретом рисовать Ш. Кродель был вынужден искать для себя иные формы творчества. Так он переходит к работе с мозаикой, художественным стеклом и гобеленами.
В 1945 Ш. Кродель приглашается в Высшую школу прикладного искусства в Дрездене, затем — в Высшую школу изящных искусств в Берлине. До 1951 он преподаёт снова в школе замка Гибихенштейн в Галле; затем уезжает в Мюнхен, в местную Академию изящных искусств — однако при этом не теряет своих связей с Галле. В 1958—1965 годах преподавал в США — в Университете штата Пенсильвания и в Луисвиллском университете.
Живописные произведения и графические работы Ш. Кроделя ныне хранятся в художественных музеях Берлина, Галле, Лейпцига, Эрфурта, Бремена, Йены, Луисвилла, Мюнхена, Парижа, Ричмонда (США), Нюрнберга и др.